# Fondation Hardt
La Fondation Hardt pour l'étude de l'Antiquité classique est une fondation suisse dont le but est de promouvoir l'étude de la civilisation gréco-romaine (philologie classique, histoire antique et philosophie antique). Elle a été créée en 1950 par le baron Kurd von Hardt (1889-1958) et son siège est à Vandœuvres (Canton de Genève),,.

## Entretiens
Chaque année, la fondation organise des colloques et discussions entre spécialistes de l'Antiquité classique et les publie sous le titre d'« Entretiens sur l'Antiquité classique »,,. Le 62e volume de cette collection est paru en 2015.

## Accueil de chercheurs
La Fondation accueille pour des séjours d'étude dans un environnement favorable des chercheurs confirmés ou plus jeunes qui bénéficient des ressources d'une bibliothèque spécialisée de près de 50 000 volumes.

## Prix de la Fondation Hardt
La fondation décerne également depuis 2009 un prix annuel au meilleur travail en rapport avec les langues anciennes (latin et/ou grec), l'histoire ancienne ou la philosophie antique rendu par un élève des trois premiers degrés du Collège de Genève.

## Présidents
Les présidents de la fondation, par ordre chronologique, sont :
- 1958-1996 : Olivier Reverdin
- 1996-2003 : François Paschoud (de)
- 2003-2005 : Margarethe Billerbeck (de)
- 2005-2010 : Pierre Ducrey
- Dès 2010 : Pascal Couchepin